# Moi qui n'ai pas connu les hommes
Eu care n-am cunoscut niciodată bărbați, publicat inițial în limba franceză sub numele de Moi qui n'ai pas connu les hommes, este un roman science-fiction din 1995 al scriitoarei belgiene Jacqueline Harpman. Este primul dintre romanele lui Harpman care a fost tradus în engleză. Cartea a fost publicată inițial de Seven Stories Press, apoi republicată de Avon Eos.

## Rezumat
Treizeci și nouă de femei și o fată sunt reținute într-o cușcă subterană. Paznicii sunt bărbați și nu vorbesc niciodată cu ele. Fata este singura dintre prizoniere care nu are amintiri despre lumea exterioară; nimeni dintre ele nu știe de ce sunt deținute sau de ce există un copil printre treizeci și nouă de adulți. 
Într-o zi, sună o alarmă și paznicii fug; prizonierele sunt capabile să scape. Ele ajung pe o câmpie imensă, sterpă, fără alte persoane nicăieri și niciun indiciu despre ce s-a întâmplat cu lumea.

## Recepție
New York Times a descris romanul ca fiind „sumbru, dar fascinant”. Kirkus Review  l-a comparat cu Povestirea cameristei și a spus că este „subțire”, dar „mișcător” și „puternic”.